# Ren Ziwei
Ren Ziwei (n. 3 iunie 1997, Harbin, Republica Populară Chineză) este un sportiv ce a reprezentat Republica Populară Chineză, medaliat olimpic. A participat la 2 ediții ale Jocurilor Olimpice (2018, 2022) în care a câștigat două medalii de aur și o medalie de argint.